# Plch
Plch település Csehországban, a Pardubicei járásban. Plch Dolany, Osice és Staré Ždánice településekkel határos. Lakosainak száma 103 fő (2024. január 1.).

## Népesség
A település lakosságának változását az alábbi diagram mutatja: